# آرثر رايلي
آرثر رايلي (بالإنجليزية: Arthur Riley)‏ (26 ديسمبر 1903 في جنوب أفريقيا -يوليو 1984 ) هو لاعب كرة قدم جنوب أفريقي في مركز حراسة المرمى. لعب مع نادي ليفربول.

## وصلات خارجية
- آرثر رايلي على موقع قاعدة بيانات كرة القدم.إي يو (الإنجليزية)
- آرثر رايلي على موقع عالم كرة القدم.نت (الإنجليزية)